# Gabriel García Hernández
Gabriel García Hernández (* 16. Februar 1974 in Salvatierra, Guanajuato) ist ein ehemaliger mexikanischer Fußballspieler auf der Position des Stürmers. 

## Leben
García begann seine Karriere beim Club Deportivo Guadalajara, für den er sein Debüt in der mexikanischen Primera División in einem am 28. März 199 ausgetragenen Heimspiel gegen die UNAM Pumas bestritt, das 3:1 gewonnen wurde und in dem er den Führungstreffer zum 2:1 in der 58. Minute erzielte.
Seine als Torjäger erfolgreichste Spielzeit war das Torneo Invierno 96, in dem er 13 Tore erzielte und somit nur zwei weniger als der Torschützenkönig dieser Spielzeit, Carlos Muñoz, vom Puebla FC. In den Spielen gegen América (5:0), Morelia (4:1) und Monterrey (3:1) war ihm jeweils ein Doppelpack gelungen.  
Im darauffolgenden Torneo Verano 97 gewann García mit Chivas die Meisterschaft, konnte in jener Spielzeit allerdings nur drei Treffer erzielen. 
Im Sommer 1998 wechselte er zu den Monarcas Morelia, bei denen er in zwei Etappen bis Sommer 2002 tätig war. Dazwischen spielte er während des kompletten Kalenderjahres 2000 für den Zweitligisten Alacranes de Durango. Nach seiner Zeit bei Morelia spielte er für die Zweitligavereine Cruz Azul Hidalgo und Trotamundos Tijuana. Außerdem spielte er für den Real Club Deportivo España, mit dem er in der Apertura 2003 die honduranische Fußballmeisterschaft gewann.
Heute leitet García eine Fußballschule (Escuela de Chivas Salamanca) im Auftrag seines Exvereins Chivas Guadalajara in Salamanca, Guanajuato, wo García seit seiner Kindheit lebt. 

## Erfolge
- Mexikanischer Meister: Verano 1997
- Honduranischer Meister: Apertura 2003